# Monochaetum gleasonianum
Monochaetum gleasonianum là một loài thực vật có hoa trong họ Mua. Loài này được Wurdack mô tả khoa học đầu tiên.